# بازشاپرک کله مرگ آفریقایی
بازشاپرک کلۀ مرگ آفریقایی (نام علمی: Acherontia atropos) نام یک گونه از سرده بازشاپرک‌های کله مرگ است.